# Кармакла
Кармакла́ — деревня в Барабинском районе Новосибирской области России. Входит в состав Новочановского сельсовета.

## География
Площадь деревни — 44 гектара.

## Население
| 2002 | 2007 | 2010 |
| ---- | ---- | ---- |
| 558  | ↗589 | ↘410 |

## Инфраструктура
В деревне по данным на 2007 год функционируют одно учреждение здравоохранения, два образовательных учреждения.

## Известные уроженцы
- Бурцев, Дмитрий Петрович (1923—1989) — советский военный деятель, полковник, Герой Советского Союза.